# Церковь Святого Духа (Мюнхен)
Церковь Святого Духа (Хайлиггайсткирхе; нем. Pfarrkirche Heilig Geist) — римско-католическая приходская церковь в историческом центре города Мюнхен (федеральная земля Бавария), на улице Прелат-Миллер-Вег (Prälat-Miller-Weg); была основана в 1208 году как часовня при больнице — является одной из старейших сохранившихся церковных построек города.

## История и описание
Предположительно в 1208 году герцог Баварии Людвиг I Кельгеймский основал больницу, которая располагалась непосредственно за старой городской стеной — перед Тальбургскими воротами (Talburgtor). К данному госпиталю принадлежала и романская часовня, посвященная Святой Екатерине Александрийской. Часовня, вероятно, была построена, одновременно с основанием госпиталя. Впервые храм упоминается в письме папы римского Иннокентия IV от 1250 года как «ecclesia sancti spiritus de Monacho», то есть «мюнхенская церковь Святого Духа» — вероятно, по названию больницы.
В 1271 году храм получил собственный приход — третий приход в городе. Городской пожар 1327 года (Stadtbrand von München) уничтожил как больницу, так и часовню Святой Екатерины. Новое готическое здание Хайлиг-Гейст-Кирхе было завершено архитектором (мастером-строителем) Габриэлем Ридлером в 1392 году. В 1724—1730 годах Иоганн Георг Эттенхофер и братья Асам перестроили церковь Святого Духа в стиле барокко. Кроме того, в 1729 году была построена и башня-колокольня у хора с восточной стороны.
После секуляризации в Баварии, в 1806 году, больницу снесли, чтобы освободить место для рынка Виктуалиенмаркт. В 1885—1888 годах архитектор Фридрих Лёвель получил заказ на расширение церкви, занявшей часть бывшего здания больницы. На проект нового западного фасада в стиле необарокко заметно повлияли работы архитектора Джованни Антонио Вискарди. В 1907—1908 годах была проведена полная реконструкция церковного здания, в ходе которой был достроен новый южный притвор.
Во время Второй мировой войны, в 1944—1945 годах, Хайлиг-Гейст-Кирхе была разрушена воздушными налетами — сохранились только внешние стены. Реконструкция началась в 1946 году: главный алтарь, созданный из мрамора в 1728—1730 годах по проекту Николауса Готфрида Штубера, был заново освящен в 1955.